# Hutt (rivier in West-Australië)
De Hutt is een rivier in de regio Mid West in West-Australië.

## Geschiedenis
De oorspronkelijke bewoners van het stroomgebied van de rivier Hutt waren de Yamatji Aborigines.
De eerste Europeaan die de rivier Hutt ontdekte was waarschijnlijk François Pelsaert, toen hij de monding van de rivier op 9 juni 1629 in een reddingssloep invoer. Zijn schip, de Batavia, was in de nabijheid van de Abrolhos-eilanden aan grond gelopen en hij was op zoek naar drinkwater. Op 16 november 1629 zou hij terug aan land zijn gegaan om er twee muiters, Wouter Loos en Jan Pelgrom de Bye, achter te laten.
De eerste Brit die de rivier ontdekte was George Grey op 5 april 1839. Nadat zijn schepen vergaan waren zochten Grey en zijn expeditieleden een weg over land naar Perth. Hij vernoemde de rivier naar zijn vriend William Hutt. Hutt was een Britse liberale politicus die intensief betrokken was bij de kolonisatie van Nieuw-Zeeland en West- en Zuid-Australië. Hij was de broer van John Hutt, de tweede gouverneur van West-Australië. William Hutt was voorzitter van de Western Australian Land Company.

## Geografie
De rivier Hutt ontspringt 20 kilometer ten oosten van de North West Coastal Highway, tussen Northampton en Binnu. Ze stroomt 60 kilometer in westelijke richting tot ze uitmondt in de Broken Anchor Bay, 6 kilometer ten zuidoosten van Port Gregory. Twee kilometer boven de monding van de rivier ligt de Hutt-lagune. Hoewel ze dezelfde naam dragen staan ze niet in verbinding met elkaar. De lagune kleurt roze door de aanwezigheid van zout en de alg Dunaliella salina.
De rivier wordt door een aantal waterlopen gevoed waaronder:
- Urina Creek (91m)
- Yarder Gully (63m)
- Bishop Gully (15m)

De grond rondom de bovenloop van de Hutt bestaat uit rode leem. Er worden landbouwgewassen als graan en koolzaad op gekweekt. De rivier is er efemeer en verzilt door de ontbossing voor de landbouw. De grond rondom de benedenloop is zanderig en de rivier stroomt er het hele jaar door. Ze wordt er gevoed door kleine waterlopen en door kwellen.
Voor de rivier in de Indische Oceaan uitmondt vormt zich een klein estuarium. Aan een zijde van het estuarium heeft zich een vlakte met aangespoelde grond gevormd. De andere zijde bestaat uit steile duinen van wit zand. Tussen het estuarium en de oceaan heeft zich een zandbank gevormd die alleen wegspoelt bij grote overstromingen.

## Fauna en flora

### Fauna
In de rivier treft men zoetwatervissen, rivierkreeften en de schildpad Chelodina steindachneri aan. Langs de oevers vindt men de slurfbuidelmuis, smalvoetbuidelmuizen, de witwangreiger en de roze kaketoe. In het stroomgebied, verder van de rivier weg, zijn ook nog emoes, de python Antaresia stimsoni, mierenegels en de Pogona minima te vinden.
In het noordwestelijke gedeelte van het stroomgebied van de Hutt vindt men volop fossielen van de Belemnitida, een inktvisachtige die 65 miljoen jaar geleden is uitgestorven. De zeespiegel stond toen duidelijk hoger.

### Flora
In en langs het water groeien cypergrassen, russen, inheemse grassen, Eucalyptus camaldulensis, Melaleuca rhaphiophylla, Viminaria, Casuarina obesa, Eucalyptus loxophleba en Acacia. In het stroomgebied, verder weg van de rivier, vindt men ook Banksia, Grevillea, Calothamnus, Jacksonia,  Labichea, Nuytsia floribunda, Chamelaucium uncinatum, Melaleuca huttensis, Gastrolobium propinquum en orchideeën.